# 제라르 솔레르
제라르 솔레르(프랑스어: Gérard Soler, 1954년 3월 29일, 프랑스령 모로코 오리앙탈 지방 우지다 ~)는 카탈루냐 혈통의 프랑스계 모로코인 전 프로 축구 선수로, 현역 시절 공격수나 공격형 미드필더로 활약했다. 그는 1972년부터 1988년까지 소쇼, 모나코, 보르도, 툴루즈, 스트라스부르, 바스티아, 릴, 렌, 그리고 오를레앙에서 활약했다. 은퇴 후, 그는 2000년에 생-테티엔의 지휘봉을 잠시 잡았다.
솔레르는 프랑스 국가대표팀 일원으로 1982년 월드컵에 참가해 빌바오에서 열린 잉글랜드와의 경기에서 득점을 기록했지만, 1-3으로 패했다. 그는 이 대회에서 잉글랜드를 상대로 득점에 성공한 유일한 선수였다. 솔레르는 1974년 11월 16일부터 1983년 5월 31일까지 프랑스 국가대표팀에서 활약하면서 4골을 기록했다.
2018년 5월, 솔레르는 신생 구단 C'샤르트 푸트볼의 회장으로 취임했다.